# Б-187
Б-187 «Комсомольск-на-Амуре» — российская дизель-электрическая подводная лодка проекта 877 «Палтус», по кодификации НАТО	Kilo-сlass.
На 2020 год лодка находится в боевом составе 19-й бригады подводных лодок Приморской флотилии разнородных сил ТОФ.

## Постройка
ПЛ заложена 7 мая 1991 года в эллинге на судостроительном заводе им. Ленинского Комсомола как большая подводная лодка по проекту созданному в конструкторском бюро «Рубин» под руководством Ю. Н. Кормилицина в Комсомольске-на-Амуре под заводским номером 473. 5 октября того же года была спущена на воду, и переведена на достроечную базу ДВЗ «Звезда» в Большом Камне. 30 декабря 1991 года был подписан приемный акт.

## Служба
В январе 1992 года Б-187 зачислена в состав КТОФ.
1993 год — боевая служба на полную автономность с оценкой «отлично». 
1994 год — боевая служба на полную автономность с оценкой «отлично».
1995 год — боевая служба на полную автономность с оценкой «отлично». Также по итогам года экипаж корабля завоевал переходящий вымпел «Лучший корабль Тихоокеанского флота по итогам боевой подготовки».
В 1997 году Б-187 участвовала на выставках вооружений с демонстрацией своих возможностей в Таиланде «Тай-97» и Малайзии «Лима-97», где ПЛ посетил премьер-министр Малайзии Махатхир Мохамад.
В 1998 году Б-187 несла службу в ПМТО Камрань.
С 2003 года Б-187 перечислена в состав 72 ОБрСРПЛ ТОФ и переведена в Комсомольск-на-Амуре для прохождения ремонта на Амурском судостроительном заводе (АСЗ). Работы начались только в 2013—2014 годах.
По инициативе ветеранов-подводников и главы города Комсомольска-на-Амуре Б-187 было присвоено наименование «Комсомольск-на-Амуре», соответствующий приказ Главнокомандующий Военно-морским флотом России подписал 15 июля 2015 года.
6 октября 2015 года Б-187 «Комсомольск-на-Амуре» выведена из цеха АСЗ для подготовки к переводу на сдаточную базу в Большом Камне.
29 апреля 2016 года ПЛ была выведена из ТПД «Зея». 10 декабря программа ходовых испытаний после ремонта и модернизации была закончена и ПЛ вернулась на сдаточную базу Амурского судостроительного завода. В ходе модернизации были улучшены её боевые и технические характеристики. 12 декабря пресс-служба предприятия сообщила об окончании программы заводских ходовых испытаний.

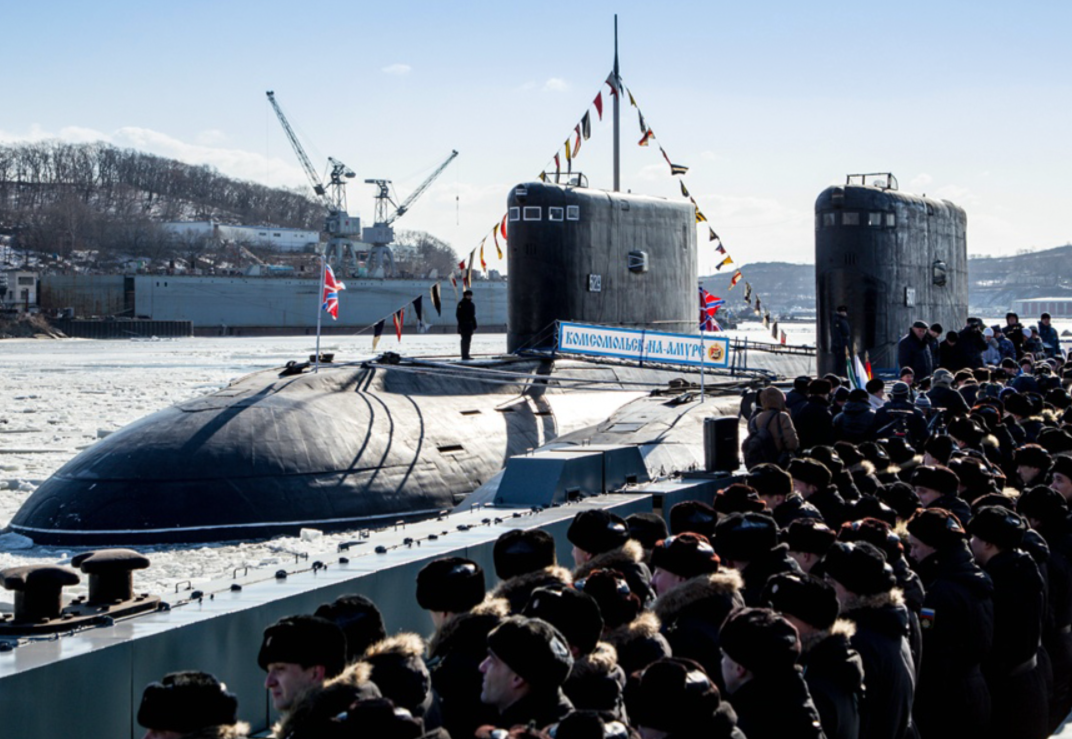
Торжественная церемония встречи дизельной подводной лодки «Комсомольск-на-Амуре» после проведенного ремонта и модернизации, 2017 год

27 января 2017 года Б-187 «Комсомольск-на-Амуре» вернулась в состав 19 БрПЛ ПрФлРС ТОФ и прибыла к месту постоянного базирования во Владивосток.
В июле 2020 года лодка приняла участие в параде кораблей в честь Дня ВМФ во Владивостоке.

## Командиры
- 1991-1993-1994 Красенский С. В.
- 1993-1994 Жеглов И. Н.
- 1994-10.1994 Мицура А. С.
- 10.1994-1998-1999 Вихров Ю. В.
- 1998-1999-2002 Рахманенко П. Г.
- 2002-2004 Астахов А. В.
- 06.2011-2015-2017 Колесников С.В